# Geisingen (Pfronstetten)
Geisingen ist ein Ortsteil der Gemeinde Pfronstetten im Landkreis Reutlingen in Baden-Württemberg.

## Lage
Geisingen liegt auf der Schwäbischen Alb, etwa sechs Kilometer südöstlich des Gemeindeteils Pfronstetten und vier Kilometer westlich von Zwiefalten.

## Geschichte
Geisingen wurde erstmals im 12. Jahrhundert erwähnt. Von 1412 bis 1803 gehörte Geisingen zum Kloster Zwiefalten, im Zuge der Säkularisation ging es an Württemberg über. Durch die Gebietsreform in Baden-Württemberg wurde Geisingen 1975 nach Pfronstetten eingemeindet, durch die Kreisreform Baden-Württemberg 1973 Teil des Landkreises Reutlingen.

### Wappen
| Wappen der ehemaligen Gemeinde Geisingen | Blasonierung: „In Gold ein aus dem Unterrand emporkommender, linksgekehrter schwarzer Abtsstab, beheftet mit einer roten Hirschstange.“ |
| Wappen der ehemaligen Gemeinde Geisingen | Siehe auch : Liste der Wappen im Landkreis Reutlingen                                                                                   |

### Religion

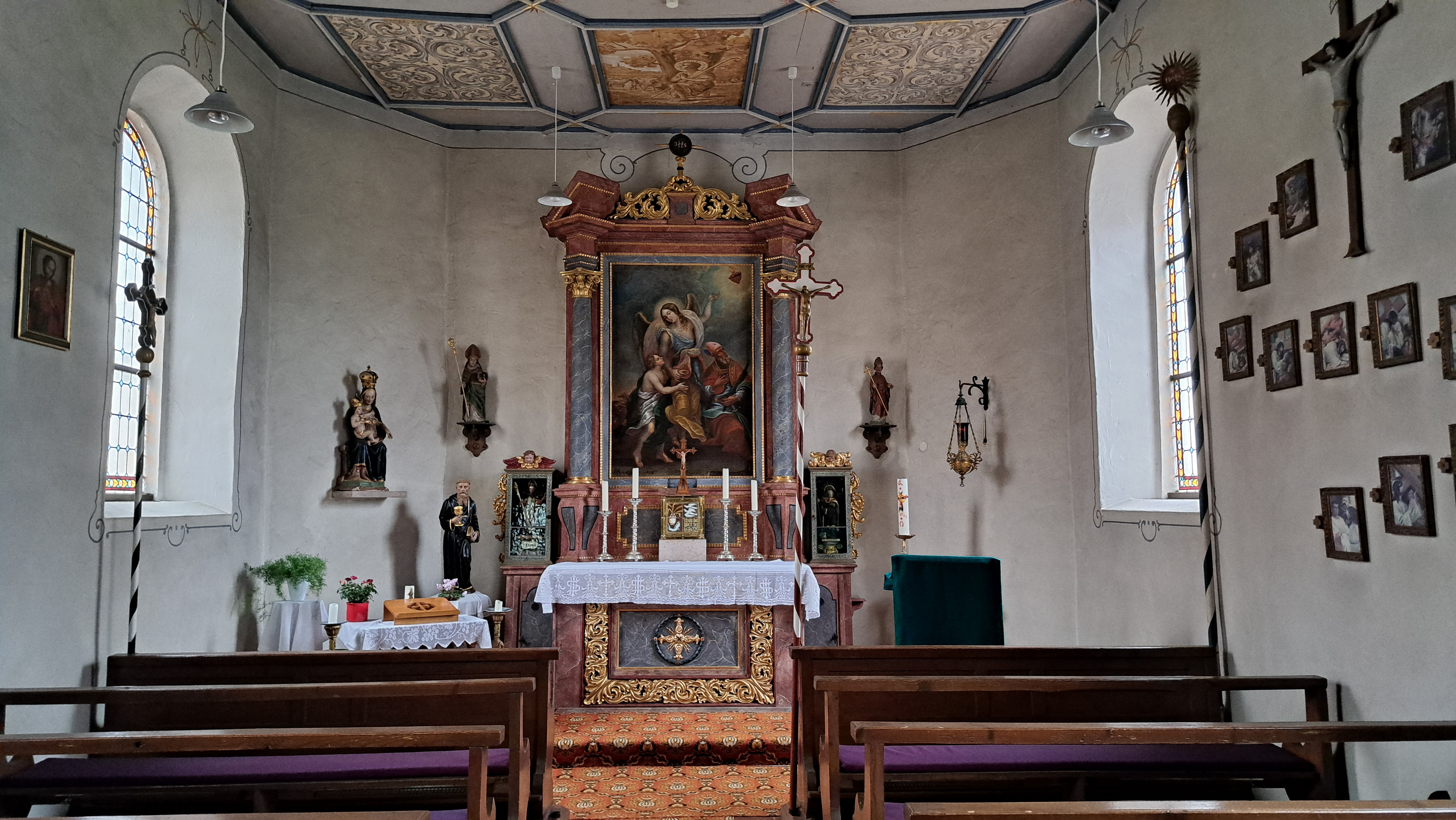
Innenansicht der Kapelle St. Erhard

Die barocke Kapelle dicht an der Ortsdurchfahrt Geisingen ist dem heiligen Erhard gewidmet, sie wurde 1714 gebaut und 1976/77 renoviert. Katholische Bewohner gehören heute zur Kirchengemeinde Huldstetten in der Seelsorgeeinheit Zwiefalter Alb, evangelische zu Zwiefalten.